# Bratko Kreft
Bratko Kreft (Maribor, 11 febbraio 1905 – Lubiana, 17 luglio 1996) è stato uno scrittore sloveno.

## Biografia
Socialista, fu per vari anni in prigione; nel dopoguerra ha alternato l'attività di regista teatrale all'insegnamento universitario.
È considerato uno dei maggiori drammaturghi sloveni per i suoi drammi d'argomento storico-sociale: I conti di Celje (1932), basato su una tragica vicenda del Medioevo sloveno e sulla lotta contro la superstizione medioevale; La grande ribellione (1937), incentrata sulla ribellione dei servi della gleba sloveni e conclusa con la morte del condottiero Matija Gubec nel 1573; I comici carniolani (1941); I piccolo-borghesi (1935); Tugomer (1946), Ballata del tenente e di Mariutka (1960). È anche noto come narratore (Racconti di anni passati, 1950; Calvario dietro il villaggio, 1961); carattere autobiografico, ha il suo romanzo più famoso, Un uomo fra i tedeschi (1929).